# Cactus Jack
Cactus Jack (originaltitel The Villain) är en amerikansk westernkomedi från 1979 i regi av Hal Needham. I rollerna ses bland andra Kirk Douglas, Arnold Schwarzenegger och Ann-Margret. 

## Handling
Cactus Jack Slade (Kirk Douglas) är en gammal cowboy och bankrånare som får i uppdrag av en skurkaktig bankdirektör att hindra en kvinna, Charming Jones (Ann-Margret) att nå sin fars Parody Jones inmutning. Parody Jones har ett lån hos bankdirektören med en tidsfrist, Om hon inte når fram i tid tillfaller inmutningen banken. Som resesällskap och beskydd har dock Parody tagit hjälp av en man som han tidigare räddat livet på och som står i skuld till Parody, att skydda  Charming Jones den unge gentlemannen Handsome Stranger (Arnold Schwarzenegger).  

## Om filmen
Cactus Jack hade Sverigepremiär den 25 maj 1980.

## Rollista
- Kirk Douglas - Cactus Jack
- Ann-Margret - Charming Jones
- Arnold Schwarzenegger - Handsome Stranger
- Paul Lynde - Nervous Elk
- Strother Martin - Parody Jones
- Jack Elam - Simpson
- Mel Tillis - Telegraph Agent
- Ruth Buzzi - Damsel in Distress
- Foster Brooks - Bank Clerk
- Robert Tessier - Mashing Finger